# Фонетична писемність
Фонети́чна писе́мність — такий вид писемності, в якому графічний знак (графема) прив'язаний до певного звучання.
Розрізняють:
- - складова писемність (силабічна) — кожен письмовий знак позначає певний склад.
    - власне складова писемність — склади з однаковою приголосною, але з різними голосними позначаються зовсім різними знаками (наприклад, японська кана);
    - абугіда — такі склади позначаються видозміненими формами одного базового знака (наприклад, ефіопська писемність) і/або додатковими знаками (індійська писемність);

  - консонантна писемність (квазіалфавітна) — на письмі позначаються лише приголосні. За свого розвитку такі системи писемності, як правило, збагачуються системами оголосів, в яких за допомогою діакритичних або додаткових знаків можна позначати голосні;
  - консонантно-вокальна писемність — літери позначають як голосні, так і приголосні; на письмі в цілому спостерігається відповідність «одна графема (письмовий знак) — одна фонема».

Алфавітами називають фонетичні писемності, що мають стандартний, так званий, алфавітний порядок знаків. Знаки алфавітів називаються літерами.
Кодування аудіальної інформації в графічну — письмо. Декодування в звуки — читання.
Оскільки мовлення, що звучить, є вимовлюваною послідовністю, то й фонетичне письмо — послідовне виписування знаків алфавіту, поставлених у відповідність звучанню конкретного відтинку мовлення.